# 鄀县
鄀县，鄀，又作若。中国古县名。
秦朝时置，治所在今湖北省宜城市东南。属南郡。东汉改为侯国。三国曹魏时复为县。南朝宋、齐、梁侨置冯翊郡于此。北周废。